# Jan Johansen
Jan Johansen (ur. 3 grudnia 1944 w Tønsbergu) – norweski kajakarz. Dwukrotny medalista olimpijski.
Oba medale wywalczył w kajakowych czwórkach. W 1968 w Meksyku zwyciężyła osada w składzie Egil Søby, Steinar Amundsen, Johansen i Tore Berger, cztery lata później ta sama osada wywalczyła brązowy medal. Stawał na podium mistrzostw świata.